# Pavetta mazumbaiensis
Pavetta mazumbaiensis är en måreväxtart som beskrevs av Diane Mary Bridson. Pavetta mazumbaiensis ingår i släktet Pavetta och familjen måreväxter. Inga underarter finns listade i Catalogue of Life.